# Joe McNamee
John Joseph McNamee (24 de setembro de 1926 — 16 de julho de 2011) foi um jogador norte-americano de basquete profissional que disputou duas temporadas na National Basketball Association (NBA). Jogou duas temporadas com os Dons da Universidade de São Francisco, onde obteve médias de 10,7 pontos por jogo. Foi escolhido pelo Rochester Royals na nona escolha no draft de 1950.